# 侯汝諒
侯汝諒（1515年—1561年），字叔貞，又字貞甫，號松泉，山西太原左衛官籍直隸滑縣人，明朝政治人物。官至遼東巡撫。

## 生平
嘉靖十三年（1534年）甲午科山西鄉試第十九名，嘉靖十七年（1538年）戊戌科会试第十六名，二甲二十七名進士。歷官戶部主事，升署郎中。出为南阳府知府，累官陕西按察司副使、河南布政司右参政、按察使，三十八年正月升都察院右僉都御史、巡撫遼東，四十年四月与遼東總兵官楊照以私忿相攻訐，為兵科給事中王鶴所論，二人俱革任聽勘。嘉靖四十年卒，年四十七。

## 著作
任遼東巡撫時，有《東夷悔過入貢》疏。

## 家族
曾祖侯守賢，武略將軍、副千戶；祖父侯盛，武略將軍、副千戶；父侯綸，苑馬寺卿。母王氏（封安人）；前母余氏（贈安人）。严侍下。兄汝忠，副千户；汝謙、汝讷、汝端、汝惠。弟汝慎、汝諶、汝靖。